# Examen
Un examen o prova és una avaluació que té per objectiu mesurar l'assoliment de nous coneixements, habilitats o altres aspectes de les persones examinades, usualment estudiants. Sovint es responen de manera individual. S'utilitzen en escoles, instituts, universitats en certificats professionals i en altres camps. En l'àmbit educatiu un examen també es pot anomenar test, prova o control.

## Història
Tradicionalment, les avaluacions escolars a Europa eren orals. Qui estudiava havia de respondre preguntes del professorat en llatí i el professorat n'avaluava les respostes al moment.
Els primers exàmens estandarditzats coneguts són els exàmens imperials xinesos, que incloïen parts pràctiques i parts teòriques. Van començar l'any 605.
Els primers exàmens escrits a Europa van tenir lloc a la Universitat de Cambridge l'any 1792 de la mà de professors que cobraven per examen. Aquests van considerar que guanyarien més diners amb els exàmens escrits.

## Tipus d'exàmens
Una prova estandarditzada és aquella que compara el rendiment de cada individu davant una norma o criteri. Aquesta norma es pot establir independentment, o mitjançant anàlisis estadístiques d'un gran nombre d'individus.
Altres proves poden incloure parts, o ser completament de resposta oberta, on es dona un epígraf que s'ha de desenvolupar, amb redacció lliure; proves de tipus test de múltiples opcions, on s'han de triar un o diversos elements que responguin a preguntes breus, o triar entre veritable o fals, on una sèrie d'afirmacions han de ser catalogades segons siguin certes o no; o poden ser d'exercicis o problemes, també anomenats exàmens pràctics, en què l'estudiant ha de resoldre un tipus de situacions procedimentals.

## Criticisme
Els defensors dels exàmens addueixen que és un bon mètode d'avaluació perquè sotmet a tots els alumnes a la mateixa prova i serveix per determinar el nivell que tenen o el grau d'aprenentatge. També argumenten que, per a ells, la nota resultant és objectiva, no sorgeix d'altres mètodes d'avaluació que poden estar massa influïts per les opinions del professorat, com l'observació a classe.
Els seus detractors opinen que es basen massa en la memòria humana i que avaluen només un cert tipus de coneixement i no les actituds. La tensió que provoquen pot fer disminuir el rendiment de l'examinat, al marge de ser una situació artificial que no el prepara per als problemes de la vida. Consideren que l'avaluació mitjançant exàmens no és objectiva. S'ha detectat fins a un 20% de variació entre correctors i es poden fer trampes durant la seva realització, alterant el resultat final.